# Shogun
Az amerikai Trivium együttes 2008. szeptember 30-án jelentette meg Shogun című lemezét a Roadrunner Records égisze alatt. A lemez Nick Raskulinecz felügyelete alatt készül, ugyanis a Trivium úgy döntött, hogy ezúttal megválnak Jason Suceoftől, hogy új irányba tereljék zenéjüket és új ötleteket valósíthassanak meg.

## Számlista
1. Kirisute Gomen - 6:43
2. Torn Between Scylla and Charybdis - 6:50
3. Down from the Sky - 5:34
4. Insurrection - 4:57
5. Into the Mouth of Hell We March - 5:53
6. Throes of Perdition - 5:54
7. He Who Spawned the Furies - 4:08
8. Of Prometheus and the Crucifix - 4:40
9. The Calamity - 4:58
10. Like Callisto to a Star in Heaven - 5:25
11. Shogun - 11:54

Special Edition bónuszdalok
1. Upon the Shores
2. Poison, Knife, and the Noose
3. Iron Maiden (Iron Maiden-feldolgozás) - 3:43

A Special Edition lemezhez egy DVD is tartozik, amin egy Hogyan készült? dokumentumfilm látható és ez a lemez alternatív borítóval került a boltokba.